# Zero-One Others

Zero-One Others (ゼロワン Others, Zerowan Azāzu), stylisée en Zero-One 01̶hers, est une série de longs-métrages dérivés de la série télévisée Kamen Rider Zero-One, centrée sur les personnages secondaires de la série télévisée. 

## Films
- Zero-One Others: Kamen Rider MetsubouJinrai (mars 2021)
- Zero-One Others: Kamen Rider Vulcan and Valkyrie (août 2021)